# Deutscher Filmpreis/Ehrenpreis
Bei der Verleihung des Deutschen Filmpreises wird der Ehrenpreis für „herausragende Verdienste um den deutschen Film“ vergeben. Bis 1990 wurde der Preis noch als regulärer Preis in der Kategorie Langjähriges und hervorragendes Wirken im deutschen Film vergeben. 
Von 1996 bis 1998 wurde zusätzlich ein Preis an „ausländische Persönlichkeiten“ für deren Gesamtwerk vergeben. Seit 2000 wird jährlich nur noch eine Person ausgezeichnet.

## 1960er Jahre
1962
Lil Dagover
Rudolf Forster
Paul Henckels
Trude Hesterberg
Hans Leibelt
Hans Moser
Olga Tschechowa

1963
Josef von Sternberg
Hans Vogt
Fritz Rasp
G. W. Pabst
Asta Nielsen
Fritz Lang
Tilla Durieux

1964
Ludwig Berger
Ernst Deutsch
Arnold Fanck
Paul Hartmann
Hilde Hildebrand
Pola Negri
Eugen Schüfftan

1965
Karl Freund
Willy Fritsch
Lilian Harvey
Friedrich Hollaender
Max Mack
Albrecht Schoenhals
Elisabeth Bergner
Hermann Warm

1966
Sepp Allgeier
Siegfried Arno
Willy Birgel
Fritz Kortner
Walter Rilla
Elsa Wagner

1967
Werner Bochmann
Paul Czinner
Oskar Homolka
Gerhard Lamprecht
Lucie Mannheim
Günther Rittau
Paul Westermeier
Adolf Wohlbrück

1968
Brigitte Helm
Walter Janssen
Erich Kettelhut
Hubert von Meyerinck
Hanna Ralph
Margarete Schön
Willi Forst

1969
Erik Charell
Liane Haid
Paul Hörbiger
Erich Kästner
Mia May
Oskar Sima
Robert Stolz
Hermann Thimig

## 1970er Jahre
1970
Kurt Bernhardt
Maly Delschaft
Wilhelm Dieterle
Valeska Gert
Fritz Maurischat
Anny Ondra
Franz Schafheitlin

1971
Herbert Ihering
Jenny Jugo
Grete Mosheim
Hans Richter
Robert Siodmak
Günther Stapenhorst
Giuseppe Becce
Curt Bois
Willy Haas
Richard Angst

1972
Lina Carstens
Gunter Groll
Brigitte Horney
Igor Oberberg
Lotte Reiniger
Heinz Rühmann
August Arnold
Henry R. Sokal

1973
Gustav Fröhlich
Rochus Gliese
Käthe Haack
Helmut Käutner
Robert A. Stemmle
Dorothea Wieck
Billy Wilder
Hans Cürlis

1974
Ewald Balser
Friedl Behn-Grund
Dieter Borsche
Paul Dahlke
Werner Eisbrenner
Lotte Eisner
Camilla Horn
Gustav Knuth
Wilhelm Thiele

1975
Heinz Angermeyer
Franz Grothe
Johannes Heesters
Carl Junghans
Wolfgang Staudte
Dolly Haas

1976
Carl Aul
Alfred Bauer
Hans Christian Blech
Charlotte Flemming
Emil Hasler
Hilmar Hoffmann
Ernst Krüger
Bernhard Wicki

1977
Hans Abich
O. W. Fischer
Hildegard Knef
Hans-Martin Majewski
Paul Sauerlaender
Maria Schell
Hans Söhnker
Romy Schneider

1978
Rudolf Arnheim
René Deltgen
Gert Fröbe
Ruth Leuwerik
Lilli Palmer
Rudolf Platte
Franz Seitz
Douglas Sirk

1979
Marta Eggerth
Fritz Falter
Rudolf Fernau
Werner Fiedler
Kurt Hoffmann
Arthur Kleiner
Carl Raddatz
Nadja Tiller
Luise Ullrich

## 1980er Jahre
1980
Boris Borresholm
Ivan Desny
Marlene Dietrich
Martin Held
Paul Hubschmid
Hilde Krahl
Liselotte Pulver
Werner Schmidt-Boelcke
Hannelore Schroth

1981
Karl Born
Berta Drews
Paul Franke
Wolf Hart
Bruno Hübner
Michael Jary
Curd Jürgens
Marika Rökk

1982
Hans Feld
Georg Krause
Maria Paudler
Magda Schneider
Luis Trenker
Die Unterzeichner des Oberhausener Manifestes

1983
Karlheinz Böhm
Friedrich Wilhelm Dustmann
Blandine Ebinger
Karin Hardt
Falk Harnack
Hardy Krüger
Fritz Thewes
Luggi Waldleitner

1984
Georg Haentzschel
Heidemarie Hatheyer
Theodor Nischwitz
Heinz Pauck
Peter Pewas
Georg Thomalla
Paula Wessely
Sonja Ziemann

1985
Axel von Ambesser
Géza von Cziffra
Gustl Gstettenbaur
Marte Harell
Margot Hielscher
Kurt Lamm
Richard Mostler
Bert Reisfeld
Karl Schönböck

1986
Ilse Kubaschewski
Lonny van Laak
Winnie Markus
Peter Pasetti
Ernst Schröder
Herbert Weissbach
Hilde Weissner
Ilse Werner

1987
Betty Amann
Hans Holt
Marianne Hoppe
Trude von Molo
Wolfgang Preiss
Oskar Sala
Gitta Alpár
Carl-Heinz Schroth
Sigfrit Steiner
Ilse Trautschold

1988
Ottomar Domnick
Käthe Gold
Walter Gross
Irene von Meyendorff
Karl Schneider
Maria Stadler (1914–1994, Kinobetreiberin in Bad Endorf)

1989
Hans Barkhausen
Carsta Löck
Brigitte Mira
Charles Regnier
Hans Richter

## 1990er Jahre
1990
Antje Weisgerber
Maximilian Schell
Hanns Wilhelm Lavies
Carola Höhn
Artur Brauner

1991
Frank Beyer

1992
Jürgen Böttcher
Karl Baumgartner

1993
Liselotte Wilhelm
Enno Patalas
Erwin Geschonneck

1994
Fee Vaillant
Günter Rohrbach

1995
Horst Wendlandt
Willy Sommerfeld

1996
Alfred Hirschmeier
Fred Zinnemann

1997
Klaus Dill
Jennifer Jones
Billy Wilder

1998
Heinz Badewitz
Gregory Peck

## 2000er Jahre
2000
Gyula Trebitsch

2001
Curt Linda

2002
Ottokar Runze

2003
Ulrich Gregor

2004
Mario Adorf

2005
Reinhard Hauff

2006
Erna Baumbauer

2007
Armin Mueller-Stahl

2008
Alexander Kluge

2009
Vicco von Bülow

## 2010er Jahre
2010
Bernd Eichinger

2011
Wolfgang Kohlhaase

2012
Michael Ballhaus

2013
Werner Herzog

2014
Helmut Dietl

2015
Barbara Baum

2016
Regina Ziegler

2017
Monika Schindler

2018
Hark Bohm

2019
Margarethe von Trotta

## 2020er Jahre
2020
Edgar Reitz

2021
Senta Berger

2022
Jürgen Jürges

2023
Volker Schlöndorff

2024
Hanna Schygulla

2025
An Dorthe Braker